# رودريك تشيشولم
رودريك تشيشولم (بالإنجليزية: Roderick Chisholm)‏ هو مجدف أسترالي، ولد في 19 يونيو 1974 في لندن في المملكة المتحدة.

## وصلات خارجية
- رودريك تشيشولم على موقع الاتحاد الدولي للتجديف (الإنجليزية)
- رودريك تشيشولم على موقع اللجنة الأولمبية الدولية (الإنجليزية)
- رودريك تشيشولم على موقع أوليمبيديا (الإنجليزية)
- رودريك تشيشولم على موقع اللجنة الأولمبية الأسترالية (الإنجليزية)